# 大道寺 (館林市)
大道寺（だいどうじ）は、群馬県館林市にある浄土宗の寺院。

## 歴史
後北条氏の家臣である大道寺政親によって創建されたとも、館林藩の藩主榊原康政が善導寺を移転させた際に、善導寺の旧境内に創建したともいわれている。前者の説によれば、「大道寺」の寺号は政親の苗字に由来しているという。後者の説では、善導寺の役務を創建以来担当しているのは、この由来に基づくという。
享保年間（1716年 - 1736年）と1912年（大正元年）に火災に遭っているが、間もなく再建されている。

## 文化財
- 生田萬父祖の墓（館林市指定史跡 昭和48年4月1日指定）[2]

## 交通アクセス
- 館林駅より徒歩8分。